# Superettan de 2012
A Superettan 2012 foi a 12ª edição da Segunda Divisão Sueca de Futebol. O Östers IF foi o campeão e o IF Brommapojkarna o vice-campeão. Estes dois times subiram de divisão junto ao terceiro colocado Halmstads BK que disputou o play-off de acesso ou rebaixamento com o GIF Sundsvall e venceu.

## Participantes
Ängelholms FF
Assyriska
Degerfors IF
Falkenbergs FF
Halmstads BK
Hammarby IF
IF Brommapojkarna
IFK Värnamo
IK Brage
Jönköpings Södra IF
Landskrona BoIS
Ljungskile SK
Östers IF
Trelleborgs FF
Umeå FC
Varbergs BoIS